# أليبيو
أليبيو هو لاعب كرة قدم برازيلي في مركز الهجوم، ولد في 7 يونيو 1992 في برازيليا في البرازيل. لعب مع ريال مدريد ج وريال مدريد كاستيا وريال مدريد ونادي أبولون سميرني ونادي أومونيا ونادي الشارقة ونادي بنفيكا ونادي ريو أفي ونادي فيتوريا.

## وصلات خارجية
- أليبيو على موقع قاعدة بيانات كرة القدم.إي يو (الإنجليزية)
- أليبيو على موقع Soccerway.com (الإنجليزية)